# Frank Synott
Francis Allen "Red" Synott (Chatham, Nova Brunswick, Canadà, 28 de desembre de 1891 - Boston, Massachusetts, 12 d'octubre de 1945) va ser un jugador d'hoquei sobre gel canadenc de naixement, però estatunidenc d'adopció que va competir a començaments del segle xx.
El 1920, un cop superada la Primera Guerra Mundial, on va lluitar amb la Marina dels Estats Units, va prendre part en els Jocs Olímpics d'Anvers, on guanyà la medalla de plata en la competició d'hoquei sobre gel. Quatre anys més tard, als Jocs de Chamonix, tornà a guanyar la medalla de plata en la competició d'hoquei sobre gel.